# Nadrág (ruhadarab)

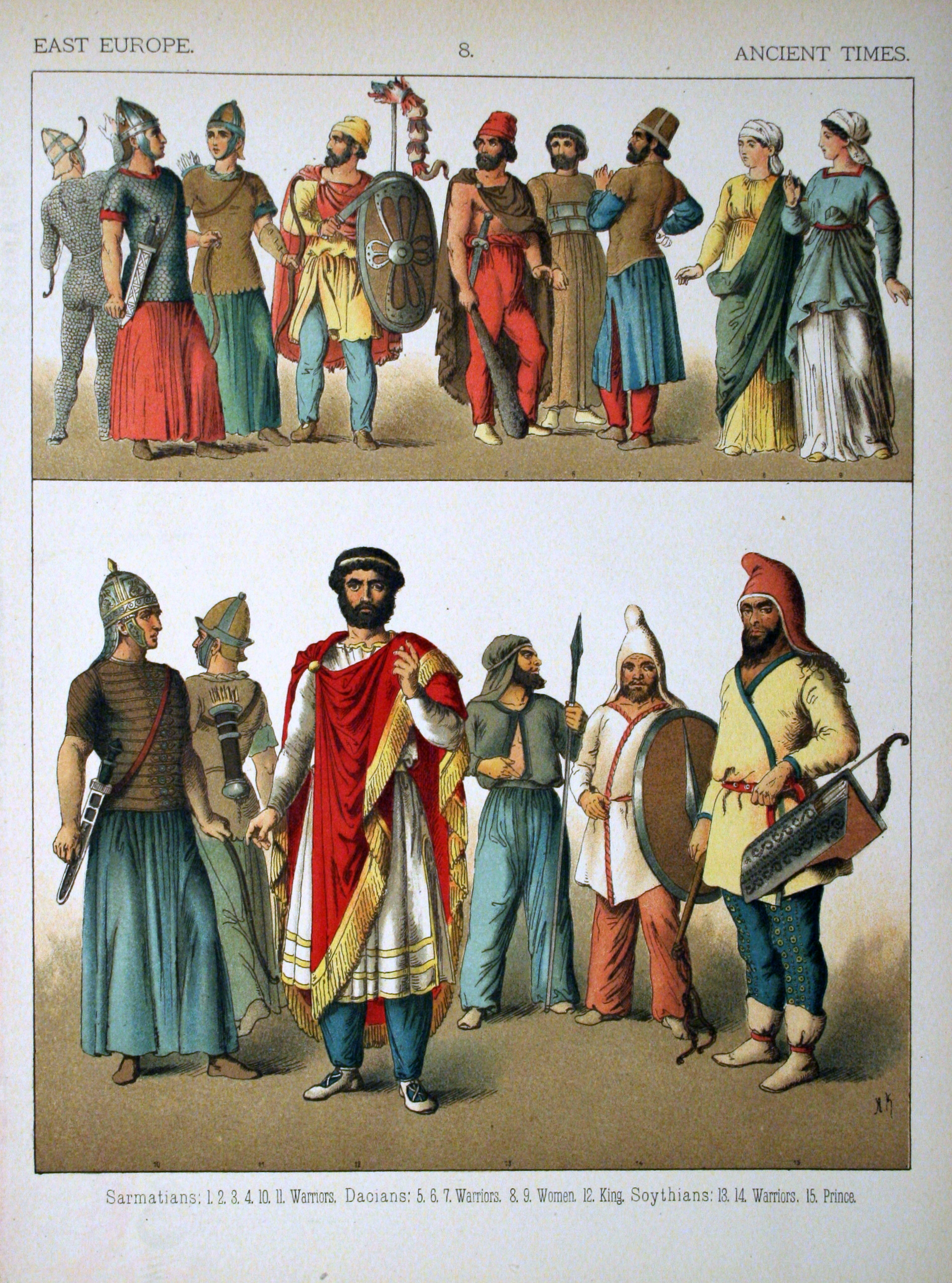
Nadrágot viselő ászik, dákok és királyi szkíták

A nadrág az altest és a láb takarására, melegen tartására szolgáló ruhadarab. A mai ember számára úgyszólván nélkülözhetetlen öltözködési kellék.
Viselete az eurázsiai puszta lovasnépeinek befolyása nyomán terjedt el Európában és Ázsiában. A nadrágot a puszta lakói már az őskőkorban viselték.
A nadrág és az alsónadrág a keleti lovasnépek, például a magyarok viseletének egyik legfontosabb alkotórésze volt. E ruhadarabok viselete Közép- és Nyugat-Európa lakóinak körében csak a 16. század óta általános.

## Elnevezései
A nadrág elnevezése iráni (perzsa) közvetítéssel került a görögökhöz. A perszepoliszi domborműveken és sziklarajzokon már felbukkannak nadrágábrázolások. A görög írott források az i. e. 6. században tudósítanak róla. Anaxüridesz (Αναχυριδες) cím alatt találjuk a megfelelő szótárakban és tudástárakban. Volt ellenben a görögöknek, kizárólagos, saját szava is a nadrágra: brakesz (βρακες), s a perzsák is alkottak saját kifejezést e ruhadarabra: szarabara (görögösen σαράβαρα). 
Nadrág szavunk a Magyar etimológiai nagyszótár szerint „Szláv eredetű szó: ószláv, régi bolgár, lengyel, népi orosz nadragi (‘nadrág’) a na- (‘rajta’) és drzsati (‘tart’) elemekből”.
A magyar nyelv szótára című kiadvány szerzőinek – Czuczor Gergely és Fogarasi János – más erről a véleménye:
„E szónak eredeti jelentését vagyis a benne rejlő alapfogalmat némi valószinüséggel gyaníthatjuk némely más nyelvekkel tett öszvehasonlítás nyomán. A finnben ruoket nadrág, és ruoko nád; a latinban caligae nadrág, és calamus nád; továbbá más test, melynek üres csövü szára van, pl. toll, buzaszár, stb. németül Hosen és kohl Adelung szerint szintén rokon gyöküek. Ezek nyomán indulva a magyar nád röviden nad és nadrág gyöke között először hangazonságot lelünk, továbbá azt gyanítjuk, hogy a magyar is a nadrág nevü ruhát azon tulajdonságáról nevezte, mely szerént szárának csövei mint a nád üresek, nádminőségüek. A szláv nyelvek egészen más fogalmat fejeznek ki e ruhanemű elnevezésében, mert nohavicze v. nogavicze szórul szóra am. lábravaló. Hasonlat szerint a nad gyökből így fejlődhetett a nadrág: nad-or-ú, azaz, nádalaku, mint domb, domború, dud, dudorú, mony, monyorú, vagy l középképzővel gomb, gombolu, gömb, gömbölü, gombolag, gömböleg. Eredetileg tehát nadoru v. nadora t. i. öltöny, öszvevonva nadra, s a g vagy csak hangtoldalék mint a rozmaring, puszpáng, mócsing, és hasonló szókban, vagy azon g, mely több ruhanemük neveiben is véghangul szolgál, mint üng, kalpag, süveg, köpönyeg, pacsmag.”
A gatya szó, eredetileg a csípőn megkötött, keleties szabású, hosszú szárú, vászonból vagy gyolcsból készült férfi alsóruha, magyar viselet neve volt. Ma pedig mindenféle nadrágra mondhatjuk tréfás kifejezésként.
A gatya szó gyökere – a Magyar etimológiai nagyszótár szerint – a szerb–horvát gaće (parasztgatya, alsónadrág) kifejezés.
Czuczor és Fogarasi gatya szavunkkal kapcsolatban is más véleményt fogalmaz meg: „Rokonok vele a szanszkrit cshad [fed, takar], kut, kud (fed, tartalmaz), franczia cotte, angol coat, német Kutte, Kittel, szláv gatye, katye, finn kaatio (Fábián), hellen citwn, magyar köt, melytől köcze, keczele szók is származnak stb.”
Bugyi szavunk a bugyogó (buggyos nadrág) elnevezés kicsinyített változata. Utóbbi pedig: „Bőre szabott, nagy ülepű, szotyogó, térdig érő nadrág; továbbá, bő szabásu pantalon, plundra.
A plundra tájnyelvi szó, jelenthet hosszú felsőruhát, gubát, köpönyeget stb., illetve zekefélét is. Tájnyelvi szavunk a nadrágra a farboszontó is (boszont: bökdös, ingerel).
A nadrág divatszakmában használt másik elnevezése a pantalló, régebben pantalon. E szó az olasz vándorkomédia, a commedia dell’arte állandó figurájának, Pantalónénak, a velencei kereskedőnek nevével kapcsolatos, és az általa viselt velencei hosszú nadrágra utal.

## Története

### Az őskőkortól az ókorig

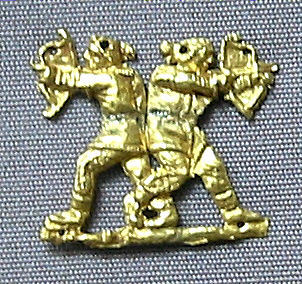
Szkíta íjászok, i. e. 4. század

A nadrágot az eurázsiai puszta lakói már az őskőkorban viselték. Európa és Ázsia, valamint Észak-Afrika melegebb éghajlatú vidékein, illetve Közép- és Nyugat-Európában ugyanekkor az ágyékkötő, illetve az ingnek és a szoknyának megfelelő ruhadarab viselete volt szokásban.
A legkorábbi nadrág egyesek szerint a felső paleolitikumban jelent meg a Mal'ta–Buret' kultúrában. 
Az ókori Kínában csak a lovasok viseltek nadrágot. A hagyomány szerint az észak-kínai Csao állam Vu nevű uralkodója öltött először nadrágot az i. e. 375. évben, a belső-ázsiai lovasnépek, azaz a hunok, avagy törökök mintájára. 
A világ legrégebb óta fennmaradt két nadrágját Nyugat-Kínában fedezték fel egy ásatáson, a nadrágok i.e. a 13. és 10. század között készültek és megbecsült harcosok hordhatták őket. Rekonstruálást követően a szakértők megállapították, hogy a nadrágok meglepően tetszetősek, de nem lehettek túl kényelmesek.
A szkíták, illetve elődeik révén ismerték meg az ókorban a melegebb éghajlatú vidékek lakói a nadrág viseletének divatját. A görök, bár a perzsák révén ismerték a nadrágot, azt nevetséges viseletnek tartották, ezért nem hordták.
A germánok is ismerték a nadrágot, a thorsbergi mocsári áldozóhelyen épségben fennmaradt nadráglelet erre utal.
A rómaiak, miután a birodalom északabbi területeket is elfoglalt, átvették a nadrágviseletet a helyiektől vagy a keleti népektől, és maguk is viselték a nadrágot. Gallia egyik részét 'nadrágosnak' (Gallia Braccata) nevezték el. Rómában a nadrágot csak a késői császárok korában kezdték hordani (férfiak), ellentétben a galliai és germaniai légiók katonáival, akiket a zord éghajlat már jóval előbb rákényszerített eme ruhadarab viseletére. Traianus oszlopán felbukkannak nadrágot viselő római katonák. Öreg és beteges rómaiak azonban már előbb is viseltek nadrágot (femoralia vagy feminalia), sőt életének végső éveiben maga Augustus császár is nadrágot öltött.
Nadrágban kényelmesebb volt lovagolni, mint ingruhában, szoknyában. A lovasnépeknél a lovagló férfiak és nők nadrágot viseltek.
Adelvald, langobard királyról feljegyezték, hogy a germán népek között elsőnek vezette be a nadrág divatját.

### Középkor
A középkori Nyugat-Európában végül a magyarok hatására terjedt el a nadrág általános használata.[forrás?] Korábban elsősorban a hidegebb északi országokban hordtak nadrágot. Itt a nők is viselték (például a lapp és a grönlandi asszonyok), ellentétben az enyhébb éghajlatú vidékekkel, ahol csak a férfiaknál vált általánossá. Az északi népek képviselői még éjszakára sem vetették le nadrágjukat.

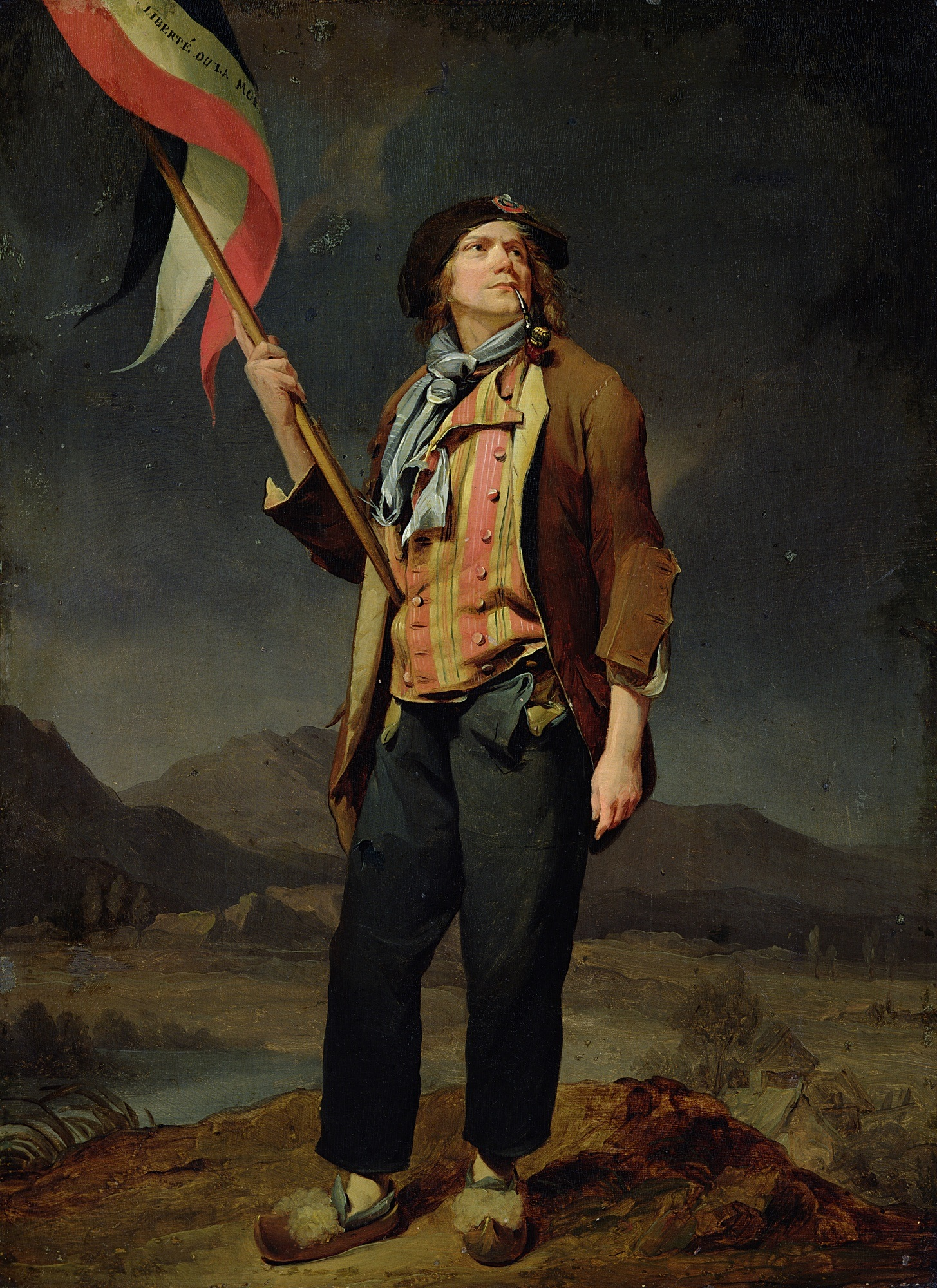
Pantallót viselő francia forradalmár

Míg a szegényebbek egyszerű parasztnadrágot hordtak, az előkelő férfiak között különféle nadrágdivatok alakultak ki. Így például a 12. századtól kezdve a nadrág két részből állt: az alsó a térden felül a comb közepéig érő harisnyaszerű nadrág volt, míg a felső a 19. századi úszónadrághoz hasonlított (Bruch vagy Broche), és e kettőt fűzős szíjakkal kapcsolták egybe.
A 15. században kezdték viselni az úgynevezett plundranadrágot (bugyogó), melyhez a gazdagabbak töméntelen mennyiségű szövetanyagot használtak fel. A 16. századbeli francia nadrágok (I. Ferenc korában) még térdig sem értek, III. Henrik idejében pedig csak az ágyékot takarták el. Amikor a nők krinolint kezdtek hordani, a férfiak kitömték nadrágjaikat. Ez Angliában (I. Erzsébet idején) olyan arányokat öltött, hogy a parlament ülőhelyeit ki kellett bővíteni.
Az alsónadrág a 16. századbeli krinolinokkal jött divatba, és először az olasz kurtizánok hordták, majd Franciaországban is elterjedt (IX. Károly udvarában), az olasz Medici Katalin kezdeményezésére.
XIV. Lajos korában nyerte el végleges alakját a selyemharisnyával együtt viselt francia térdnadrág, a culotte (ejtsd: külot), amely aztán divatban is maradt mindaddig, míg a 18. század vége felé a pantalló (hosszúnadrág) ki nem szorította.
A reneszánsz divat szerinti szűk férfinadrágokhoz heretartót, avagy gatyapőcöt is szerkesztettek. A gatyapőc többnyire háromszög alakú szövet- vagy bőrdarab volt, de készülhetett fából stb. is.

### Nadrág és forradalom
A ruhadarab fontos, jelképes szerephez jutott a francia forradalomban, ahol a culotte, a térdnadrág, a gyűlölt arisztokraták jelvényévé vált, szemben a kétkezi, dolgozó emberek munkához viselt nadrágjával, a pantalon-nal, pantallóval. A sans-culotte-ok (ejtsd: szankülot), azaz a „térdnadrág nélküliek” büszkék voltak arra, hogy a társadalomnak nem élősdi, hanem alkotó tevékenységet végző tagjai, ennek megfelelően hosszúnadrágot viseltek, tegezték, polgártársnak szólították egymást, sőt az általuk viselt frígiai sapka, a forradalom másik jelképe is eredetileg „munkaruházati” kellék volt.